# 高尾太夫

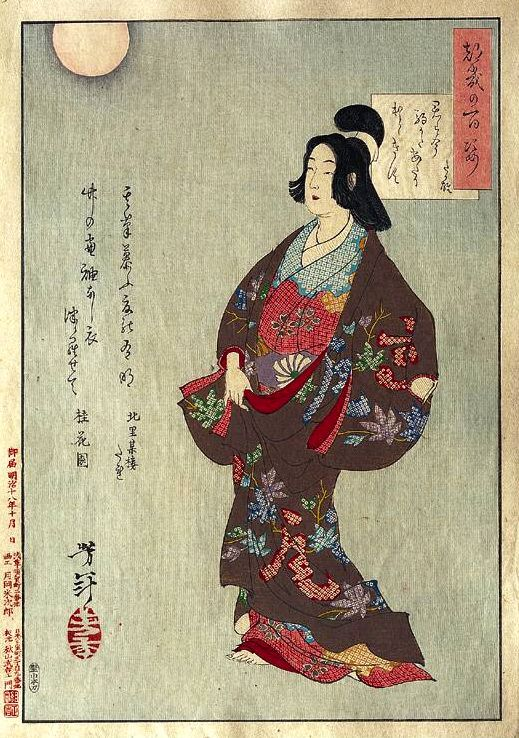
「君は今駒かたあたりほとゝきす」（月岡芳年《月百姿》）明治時代的浮世繪中描繪的是第二代高尾太夫，題名所用的句子是詠贈返回隅田川的伊達綱宗。

高尾太夫（たかおだゆう）是吉原太夫的第一位源氏名。高尾太夫是吉原最著名的遊女，當出現與其名字相符的女性時，就會世代襲名。與吉野太夫和夕霧太夫一起被稱為三名妓（寬永三名妓）。這是三浦屋傳承的大名跡。至於延續多少代，存在多種說法，目前有6代說、7代說、9代說和11代說等四種說法。

## 歷代

### 高尾考
根據《燕石十種》中的「高尾考」為基礎，結合各種傳說，歷代如下：
- 初代 - 後來成為尼，號妙心，通稱妙心高尾，在日本堤的西方寺結庵，專心念佛，據說在萬治3年正月25日（1660年3月6日）留下「寒風にもろくも落つる紅葉かな」的一句後去世。與後述的2代目相混淆。

- 2代目 - 萬治高尾，也稱仙台高尾、道哲高尾。在11代中最為著名，有許多插話，但其真偽不明。有說她因不服從陸奧仙台藩主伊達綱宗而在三叉的船上慘遭殺害（參見伊達騷動（日语：伊達騒動））。出生於鹽原。幼名為あき。年幼時在湯治場賣葉子化石以幫助家庭。在那裡受到三浦屋主人的欣賞而被收養。萬治3年（1660年）19歲時去世。墓所位於東京都豐島區巢鴨的西方寺（原本位於新吉原附近的淺草日本堤，但於昭和初期遷移）[註 1]。此外，中央區日本橋箱崎町也現存一座「高尾稻荷神社」，據說是供奉高尾太夫的頭蓋骨。據傳，旗本6百石的島田利直[註 2]與更多財力的伊達爭鬥，最終高尾太夫選擇了島田。根據這個故事，太夫於萬治3年去世，埋葬在島田的領地，現今的埼玉縣坂戶市的永源寺，島田對其菩提有所祭奠。

- 3代目 - 水谷高尾。落籍在負責水戶工作的水谷六兵衛之後，與六兵衛的下人（日语：下人）平右衛門（68歲）不當男女關係逃跑，後成為淨瑠璃講師半太夫的妻子，但再度離家，成為牧野駿河守[註 3]的側女，期間又與中小姓河野平馬通奸再度逃跑，之後成為深川的理髮師的夫人，然後嫁給演員袖岡政之助，最後她成為了神田三崎町的一名賣髮帶的妻子，但這個家庭似乎也以不幸告終。某年，據說她在大音寺（日语：大音寺）前的茶屋鎌倉屋前倒死。

- 4代目 - 淺野高尾。落籍於3萬石的淺野壹岐守。[註 4]
- 5代目 - 紺屋高尾，也稱為駄染（だぞめ）高尾。嫁給神田於玉池（日语：於玉ヶ池）的紺屋九郎兵衛。製造以駄染技術生產的手巾，據說這在當時的遊人之間流行。後生下三個孩子，活至80歲以上，被認為是古典落語（日语：古典落語）《紺屋高尾（日语：紺屋高尾）》的模型。

- 6代目 - 榊原高尾，也稱越後高尾。在寬保元年（1741年），落籍於播磨姬路藩15萬石的當主榊原式部大夫（榊原政岑）[註 5][註 6][註 7]，隨他回到國元[註 8]。政岑將高尾安排住在姬路城內的西御屋敷。然而，當時因德川吉宗的儉約令，政岑的奢侈行為引起了吉宗的憤怒，被命令從姬路轉封到被認為是懲罰之地的越後高田。高尾太夫隨同前往高田，住在高田城。高田轉封後幾年，政岑去世。隨後她被側室阿岑叫回江戶，住在上野池端的榊原家下屋敷。她剃髮後號連昌院，度過了祭奠的生活，據說在天明9年（1789年）1月19日去世，享年30多歲（有79歲說）[註 9]。墓所在東京都豐島區南池袋的本立寺（日语：本立寺 (豊島区)）。

- 7代目 - 榊原家是一個德川譜代的名門，曾經是播磨國姫路藩主的榊原政岑接受了身請，但因為奢華的生活被指責，榊原因此被強制隱退，違反了當時將軍德川吉宗的政策。關於三浦屋四郎左衛門和高尾七代的傳承，七代榊原高尾是在延享和寛延之間的時期。因為與上述的六代目相重疊，因此可能會引起混淆。

- 8代目和9代目傳承的資料少，詳細不明。

- 10代目 - 落籍於某位大名，隨他的領地在播磨的姬路生活，但在84歲高齡安詳去世（「高尾考」中，這位10代目與6代的榊原高尾混同）。

- 11代目 - 在寛保元年（1741年），某位貴顯落籍，出廓時，因多次在大門前撒盛鹽（日语：盛り塩）而引起爭議，據說從此之後在吉原上再也不使用這個名字。

此外，也有說法認為在2代目與3代目之間有「西條高尾（幕府御用蒔繪師的西條吉兵衛收養）」一說，或稱之為「最上高尾」，另外還有石井高尾、六指高尾、子持高尾、小袖高尾、采女原高尾等名字傳承，有多種說法可數代。共發現6代說、7代說、9代說、11代說等，還有13代說和16代說等。在被討論的高尾太夫中，可能會將「史實上並不存在、創作中講述的」算作實在。
此外，現存的錦繪、文學、影像等小說世界中，出現伊達和兵庫的島田髷，以及多數插上簪子的文化文政期（江戶後期）的遊女服裝，但實際上在寶曆年間（江戶中期）三浦屋已經倒閉，吉原的太夫同時期也已經消失。因此在小說中的高尾太夫的表現並不符合時代。
另外，花魁這一稱呼是用於寶曆以後的高級遊女，將太夫稱為花魁是錯誤的。

### 洞房語園
《洞房語園》中，三浦屋的高尾有7代，初代為妙心高尾，2代目為仙台高尾，3代目為御蒔繪師西條吉兵衛所落籍的西條高尾，4代目為水谷庄左衛門所落籍的水谷高尾，5代目為淺野因幡守所落籍的淺野高尾，6代目為駄染高尾，7代目為榊原高尾。
《洞房語園》中提到，妙心高尾曾讓生下的嬰兒由乳母抱著在廓內行走，因此被稱為子持高尾。

### 高尾年代記
堀野書廛（1783-1842）的《高尾年代記》中，三浦屋的高尾有10代。

## 落語的演目
- 紺屋高尾（日语：紺屋高尾）
- 反魂香 (落語)（日语：反魂香 (落語)）
- 仙台高尾 (落語)

## 各地的文化
長野的善光寺有一座名為「高尾燈籠」的巨大石燈籠，上面刻著「江戶淺草三浦屋四郎左衛門・淨譽林清善女・光譽道惠定位」等字樣，據說是遊女高尾的供養燈籠。

## 腳註

### 出典
1. ↑  https://www.wul.waseda.ac.jp/kotenseki/html/wo06/wo06_01554/index.html
2. ↑  小林計一郎『善光寺さん』1973年3月5日銀河書房發行全289頁中268頁

## 外部連結
- 高尾稲荷神社